# Астон, Луиза
Луи́за А́стон (нем. Louise Franziska Aston; 1814—1871) — немецкая писательница и политический деятель, прозванная «немецкой Жорж Занд». Была известной феминисткой, защитником демократии, свободной любви и сексуальности и прославилась демонстративным ношением мужской одежды.

## Биография
Луиза Астон родилась 26 ноября 1814 года в городе Грёнингене.
Высланная из Берлина в 1846 году за связи с революционными деятелями, она поселилась в Швейцарии.
В 1848 году во время похода в Шлезвиг отправилась туда сестрой милосердия, затем стала редактировать в Берлине революционный орган «Der Freischärler». Газета эта была запрещена, а сама Луиза Астон выслана из Германии.
В 1850 году она вышла замуж за доктора Эдуарда Мейера. Когда последний поступил врачом в русскую армию во время Крымской кампании, Л. Астон отправилась с ним в Российскую империю и по окончании войны поселилась с ним около Харькова, где жила до 1857 года.
Луиза Астон скончалась 21 декабря 1871 года в городе Вангене.